# Janenschia
Janenschia là một chi khủng long, được Wild mô tả khoa học năm 1991.